# Chelsea Edghill
Chelsea Edghill est une joueuse de tennis de table du Guyana. Elle participe aux Jeux Olympiques de 2020 et 2024.

## Biographie
Chelsea Edghill participe aux Jeux olympiques de 2020.  Elle devient la première personne, homme ou femme, du Guyana dans sa discipline à participer aux Jeux olympiques. Elle remporte son match contre Sally Yee, des Fidji, ce qui lui permet de se qualifier pour le premier tour. 